# 헝가리 국철

헝가리 국철 로고

헝가리 국철(헝가리어: Magyar Államvasutak, MÁV)은 헝가리의 국영 철도 회사다. 본사는 부다페스트에 있다.